# UCI Africa Tour de 2023
O UCI Africa Tour de 2023 será a décima-nona edição do calendário ciclístico internacional Africano. Inicia-se a 23 de janeiro de 2023 no Gabão , com o Tropicale Amissa Bongo e finalizará a 9 de outubro de 2023 com o Grande Prêmio de Chantal Biya em Camarões . Em princípio, disputar-se-iam 13 concorrências, outorgando pontos aos primeiros classificados das etapas e à classificação final, ainda que o calendário pode sofrer modificações ao longo da temporada com a inclusão de novas corridas ou exclusão de outras.

## Equipas
As equipas que podem participar nas diferentes corridas depende da categoria das mesmas. As equipas UCI WorldTeam e UCI ProTeam, têm cota limitada para competir de acordo ao ano correspondente estabelecido pela UCI, as equipas Equipas Continentais e seleções nacionais não têm restrições de participação:
| Categoria      | Categoria                       | Equipas                                                                           |
| -------------- | ------------------------------- | --------------------------------------------------------------------------------- |
| .1             | 1.1 (Corrida de um dia)         | * UCI WorldTeam (max 50%) * UCI ProTeam * Continentais * Seleções nacionais       |
| .1             | 2.1 (Corrida de vários dias)    | * UCI WorldTeam (max 50%) * UCI ProTeam * Continentais * Seleções nacionais       |
| .2             | 1.2 (Corrida de um dia)         | * UCI ProTeam * Continentais * Seleções nacionais * Seleções regionais * Amadores |
| .2             | 2.2 (Corrida de vários dias)    | * UCI ProTeam * Continentais * Seleções nacionais * Seleções regionais * Amadores |
| .Ncup (sub-23) | 1.ncup (Corrida de um dia)      | * Seleções nacionais * Seleções mistas                                            |
| .Ncup (sub-23) | 2.ncup (Corrida de vários dias) | * Seleções nacionais * Seleções mistas                                            |

## Calendário
As seguintes são as corridas que compõem o calendário UCI Africa Tour para a temporada de 2023 aprovado pela UCI.
| UCI Africa Tour de 2023 | UCI Africa Tour de 2023 | UCI Africa Tour de 2023                             | UCI Africa Tour de 2023 | UCI Africa Tour de 2023 |
| Data                    | País                    | Corrida                                             | Vencedor                |                         |
| ----------------------- | ----------------------- | --------------------------------------------------- | ----------------------- | ----------------------- |
| 3 nov.                  | Marrocos                | Les Challenges de la Marche Verte-GP Sakia El Hamra | Ahmed Al Mansoori       |                         |
| 5 nov.                  | Marrocos                | Les Challenges de la Marche Verte-GP Oued Eddahab   | Heiko Homrighausen      |                         |
| 6 nov.                  | Marrocos                | Les Challenges de la Marche Verte-GP Al Massira     | Jules De Cock           |                         |
| 8 nov.                  | Marrocos                | Challenge du Prince-Trophée Princier                | Achraf Ed Doghmy        |                         |
| 10 nov.                 | Marrocos                | Challenge du Prince-Trophée de l'Anniversaire       | Nasr Eddine Maatougui   |                         |
| 11 – 20 nov.            | Burquina Fasso          | Tour de Faso                                        | cancelado               |                         |
| 11 nov.                 | Marrocos                | Challenge du Prince-Trophée de la Maison Royale     | Adil El Arbaoui         |                         |
| 23 – 29 jan.            | Gabão                   | Tropicale Amissa Bongo                              | Geoffrey Soupe          |                         |
| 1 – 5 fev.              | Mauritânia              | Tour du Sahel                                       | Adil El Arbaoui         |                         |
| 19 – 26 fev.            | Ruanda                  | Tour du Rwanda                                      | Henok Mulubrhan         |                         |
| 7 – 16 mar.             | Argélia                 | Tour da Argélia                                     | Paul Hennequin          |                         |
| 17 mar.                 | Argélia                 | Grand Prix international de la ville d'Alger        | Youcef Reguigui         |                         |
| 2 – 6 mai.              | Benim                   | Tour du Bénin                                       | Achraf Ed Doghmy        |                         |
| 26 mai.                 | Marrocos                | Grand Prix du Prince Héritier Moulay el Hassan      | Lukáš Kubiš             |                         |
| 27 mai.                 | Marrocos                | Grand Prix du Trône                                 | Lukáš Kubiš             |                         |
| 28 mai.                 | Marrocos                | Grand Prix de la Famille Royale                     | Youcef Reguigui         |                         |
| 3 – 11 jun.             | Camarões                | Tour du Cameroun                                    | Mohcine El Kouraji      |                         |
| 6 – 9 jun.              | Maurícia                | Tour de Maurice                                     | Archie Cross            |                         |
| 11 jun.                 | Maurícia                | Courts Mamouth Classique de l'ìle Maurice           | Youcef Reguigui         |                         |
| 8 set.                  | Marrocos                | Challenge des phosphates - Grand Prix de Khouribga  |                         |                         |
| 9 set.                  | Marrocos                | Challenge des phosphates-Grand Prix Fkih Ben Saleh  |                         |                         |
| 10 set.                 | Marrocos                | Challenge des phosphates - Grand Prix de Ben Guérir |                         |                         |
| 15 – 23 set.            | Marrocos                | Volta a Marrocos                                    | cancelado               |                         |

## Classificações parciais
- Nota:  As classificações parciais até momento são:[4]

### Individual
| Posição | Corredor | Equipa | Pontos |
| ------- | -------- | ------ | ------ |
| 1.º     |          |        |        |
| 2.º     |          |        |        |
| 3.º     |          |        |        |
| 4.º     |          |        |        |
| 5.º     |          |        |        |
| 6.º     |          |        |        |
| 7.º     |          |        |        |
| 8.º     |          |        |        |
| 9.º     |          |        |        |
| 10.º    |          |        |        |

| Posições 11.º ao 20.º | Posições 11.º ao 20.º | Posições 11.º ao 20.º | Posições 11.º ao 20.º |
| --------------------- | --------------------- | --------------------- | --------------------- |
| 11.º                  |                       |                       |                       |
| 12.º                  |                       |                       |                       |
| 13.º                  |                       |                       |                       |
| 14.º                  |                       |                       |                       |
| 15.º                  |                       |                       |                       |
| 16.º                  |                       |                       |                       |
| 17.º                  |                       |                       |                       |
| 18.º                  |                       |                       |                       |
| 19.º                  |                       |                       |                       |
| 20.º                  |                       |                       |                       |

### Equipas
| Posição | Equipa | Pontos |
| ------- | ------ | ------ |
| 1.º     |        |        |
| 2.º     |        |        |
| 3.º     |        |        |
| 4.º     |        |        |
| 5.º     |        |        |

### Países
| Posição | País | Pontos |
| ------- | ---- | ------ |
| 1.º     |      |        |
| 2.°     |      |        |
| 3.º     |      |        |
| 4.º     |      |        |
| 5.º     |      |        |

### Países sub-23
| Posição | Corredor | Equipa | Pontos |
| ------- | -------- | ------ | ------ |
| 1.º     |          |        |        |
| 2.º     |          |        |        |
| 3.º     |          |        |        |
| 4.º     |          |        |        |
| 5.º     |          |        |        |

## Evolução das classificações
| Data          | Classificação individual | Classificação por equipas | Classificação por países | Classificação por países sub-23 |
| ------------- | ------------------------ | ------------------------- | ------------------------ | ------------------------------- |
| 31 de janeiro |                          |                           |                          |                                 |